# Željko Krznarić
Željko Krznarić ( Varaždin, 12.ožujak 1946.) hrvatski je književnik, pjesnik, novinar i TV i radio voditelj. Živi i radi u Zagrebu. 

## Životopis
Objavio je 15 knjiga poezije i autor je preko 500 uglazbljenih pjesama. Dobitnik je mnogih nagrada na brojnim festivalima. Dobitnik je Porina (nagrada) 1994. godine za pjesmu "Uzalud vam trud svirači" u izvedbi Prljavog kazališta i pobjednik na Hrvatskom natjecanju za pjesmu Eurovizije, popularnoj Dori, iste godine s pjesmom "Nek' ti bude ljubav sva" koju je otpjevao Tony Cetinski. Autor je mnogobrojnih pjesama koje su zaživjele među ljudima poput pjesme "Otiš'o je otac moj polako" u izvedbi, Krunoslava Slabinca, a za svoj književni rad primio je nagradu "Nagrada Zvonimir Golob" za najljepšu neobjavljenu ljubavnu pjesmu "Ti imaš oči koje sam nekada viđao". 
Radijsku karijeru započeo je na Petrinjskom radiju gdje je radio kao glavni urednik. 1992. godine seli se u Zagreb te nastavlja novinarsku karijeru na radio Sljemenu, Velikoj Gorici (RVG), Narodnom radiju, Obiteljskom radiju, kao i na Otvorenoj televiziji. Autor je brojnih reklamnih jinglova i pjesama,te uvodnih i odjavnih špica popularnih emisija. Iako je u službenoj mirovini od 2010.godine honorarno još uvijek radi na Zabavnom radiju, te dalje stvara i piše ljubavnu poeziju i tekstove za hrvatske izvođače.
U Domovinskom ratu 1991. godine, utemeljitelj je i glavni urednik novina "Hrvatski bojovnik"  lista Zapovjedništa Hrvatske vojske i OS za Sisak i Banovinu. Novinarski duh odveo ga je iste godine u dopisništvo Hrvatske radiotelevizije, tada smješteno u Hotelu Panonija u Sisku, gdje je nastavio raditi kao ratni novinarski izvjestitelj s područja Siska i Banovine na terenu.
Dobitnik je "Nagrade Grada Zagreba" 2015. godine i "Medalje grada Zagreba" 2021. godine koje je dobio za svoj sveukupni doprinos pisanju posvećenom Zagrebu.
Član je Hrvatskog društva skladatelja i Društva hrvatskih književnika.

## Obitelj
- Supruga: Vesnica Krznarić, vjenčani 1985. godine
- Kćer: Lara Krznarić

## Galerija
- Večer poezije
- Sa suprugom Vesnicom i kćeri Larom , Novi Vinodolski 2021.
- Sa suprugom Vesnicom 1985.
- Željko Krznarić s originalnim kipićem Dore

## Diskografija (dio opusa)
- https://www.discogs.com/artist/908048-%C5%BDeljko-Krznari%C4%87?filter_anv=1&anv=%C5%BD.+Krznari%C4%87
- https://diskografija.com/umjetnik/zeljko-krznaric.htm